# Sommeval
Sommeval ist eine französische Gemeinde mit 301 Einwohnern (Stand 1. Januar 2022) im Département Aube in der Region Grand Est.

## Geografie
Die Gemeinde liegt 17 Kilometer südwestlich von Troyes. Die Nachbargemeinden von Sommeval sind Vauchassis und Bouilly im Norden, Javernant im Osten, Saint-Phal im Süden und Maraye-en-Othe im Südwesten.

## Bevölkerungsentwicklung
| Jahr      | 1962 | 1968 | 1975 | 1982 | 1990 | 1999 | 2009 | 2016 |
| Einwohner | 157  | 144  | 163  | 235  | 235  | 278  | 326  | 315  |

## Persönlichkeiten
Sommeval ist der Geburtsort von General Gaston Billotte (1875–1940).